# 25377 Rolaberee
25377 Rolaberee este un asteroid din centura principală de asteroizi.

## Descriere
25377 Rolaberee este un asteroid din centura principală de asteroizi. A fost descoperit pe 12 octombrie 1999 la Socorro, New Mexico, în cadrul proiectului LINEAR. Asteroidul prezintă o orbită caracterizată de o semiaxă mare de 2,31 ua, o excentricitate de 0,06 și o înclinație de 4,5° în raport cu ecliptica.